# Ancyroclepsis
Ancyroclepsis là một chi bướm đêm thuộc phân họ Tortricinae của họ Tortricidae.

## Các loài
- Ancyroclepsis nakhasathieni Tuck, 1995
- Ancyroclepsis rhodoconia Diakonoff, 1976